# Diorhabda carinulata
Diorhabda carinulata là một loài bọ cánh cứng trong họ Chrysomelidae. Loài này được Desbrochers miêu tả khoa học năm 1869.

## Galerij

De eieren op een tamariskDe eieren op een tamarisk
De larveDe larve
De popDe pop